# Кирил Киров – Маестрото
Кирил Маринов Киров е български диригент.

## Биография
Кирил Киров е роден на 13 декември 1926 г. в старинния квартал „Вароша“ на град Ловеч. Като дете проявява музикална дарба и учи музика при Ненчо Рашев. В Ловешката гимназия „Цар Борис III“ продължава обучението си при Беньо Тотев. Свири в гимназиалния оркестър на цугтромбон. Средно образование завършва през 1946 г.
Композира детската оперета „Русалка“ (1947). Завършва диригентски курс за самодеен състав и Софийската консерватория със специалност контрабас. Негови преподаватели са Светослав Обретенов, Георги Димитров и Георги Златев-Черкин,
Работи кратко време като учител и постъпва като диригент в Ловчанското читалище „Наука“. Дирижира множество оперети като „Кето и Коте“, „Циганска кръв“, „Любовта на маестрото“, „Аршин Малалан“, „Графиня Марица“, „Царицата на чардаша“, „Птицепродавецът“, мюзикълът „Моята прекрасна лейди“ и др. С „Българи от старо време“ печели златен медал на годишния преглед на оперетите в България (1973). Автор на музиката на водевила „Мама, татко и аз“ и естрадно-сатиричното произведение „Жега, жега“.
Диригент на Градския духов оркестър, Ансамбъла на запасните офицери, с който е лауреат на 4-тия и 5-ия Републикански фестивал. Ръководи детско-юношеския отдел на Драматичния театър Ловеч (1982). Поставя детските музикални спектакли „Пинокио“, „Вълкът и седемте козлета“.
След влошаване на здравословното състояние предава диригентската палка на Красимир Андреев.
През 2008 г. в град Ловеч е открита паметна плоча на дома, в който е роден и живял Кирил Киров (Маестрото).